# Popover

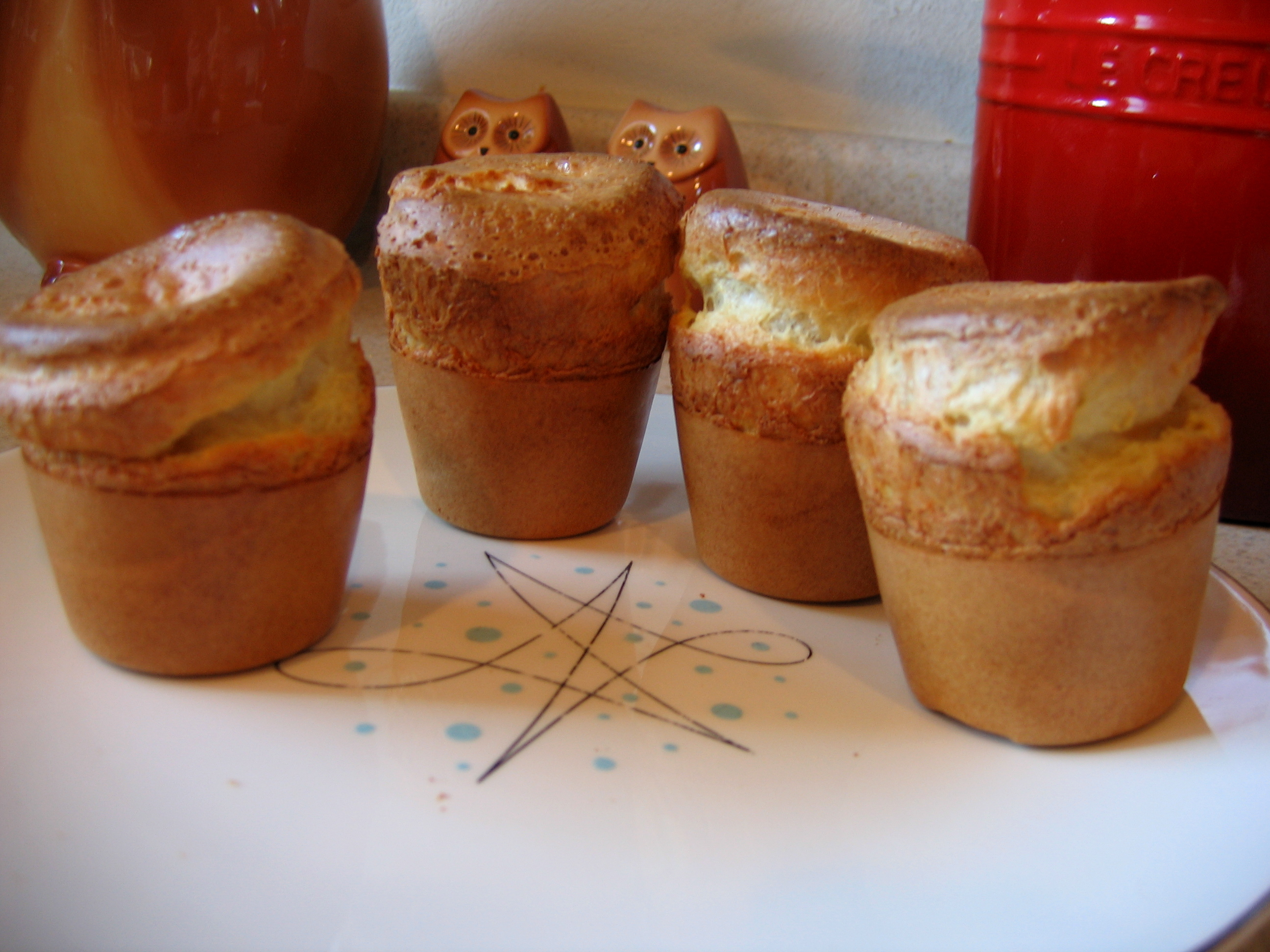
Popovers.

Un popover es un bollo ligero y hueco hecho con una masa ligera o batido de huevo, harina y leche, parecida a la que se emplea para elaborar el Yorkshire pudding. El nombre popover (literalmente en inglés ‘saltar por encima’) procede del hecho de que la masa sube por encima del molde cuando se hornea.

## Historia
Los historiadores gastronómicos suelen coincidir en los orígenes estadounidenses de la receta, aunque proceda del Yorkshire pudding y demás budines parecidos hechos en Inglaterra desde el siglo XVII.
La referencia más antigua conocida a los popovers está en una carta de E. E. Stuart (un pariente de Robert Stuart) de 1850. El primer libro de recetas en incluirlos fue Practical Cooking de M. N. Henderson (1876). El primer libro no de recetas en mencionarlos fue Jesuit's Ring de A. A. Hayes (1892).
En American Food (1974), Evan Jones escribió: «Los colonos de Maine que fundaron Portland (Oregón) americanizaron el pudin de Yorkshire cociendo la masa en cuencos de natillas engrasados con grasa sobrante del asado de ternera (o a veces de cerdo); otra modificación fue el uso de ajo y, frecuentemente, hierbas. El resultado se llamaba Portland popover pudding: bolas individuales de masa crujiente con sabor a carne.»
Sin embargo es muy dudoso que el uso de grasa de ternera americanizase el plato, ya que las recetas tradicionales inglesas del Yorkshire pudding afirman que dicha grasa es esencial.
Actualmente la mayoría de los popovers estadounidenses no se condimentan con grasa de vaca o cerdo, o hierbas, sino con mantequilla. Suelen servirse para desayunar, con el té de la tarde o con carnes para comer y cenar.